# Coleophora pagodella
Coleophora pagodella é uma espécie de mariposa do gênero Coleophora pertencente à família Coleophoridae.